# Лобера, Серхио
Серхио Лобера Родригес (исп. Sergio Lobera Rodríguez; род. 16 января 1976, Сарагоса, Арагон) — испанский футбольный тренер.

## Карьера тренера
С 1997 по 2007 год Лобера был тренером молодёжного состава «Барселоны». С 2008 по 2009 год молодой тренер работал с клубом «Террасса», где встретил главного тренера «Барселоны» Тито Виланова, который предложил Серхио стать его ассистентом.
В 2010—2011 Серхио являлся тренером клуба «Сан-Роке», а в 2011—2012 возглавлял клуб «Сеута».
17 июня 2012 Серхио Лобера был назначен тренером клуба «Лас-Пальмас».
24 декабря 2014 года подписал контракт с футбольным клубом «Атлетик».